# کلید دگرساز

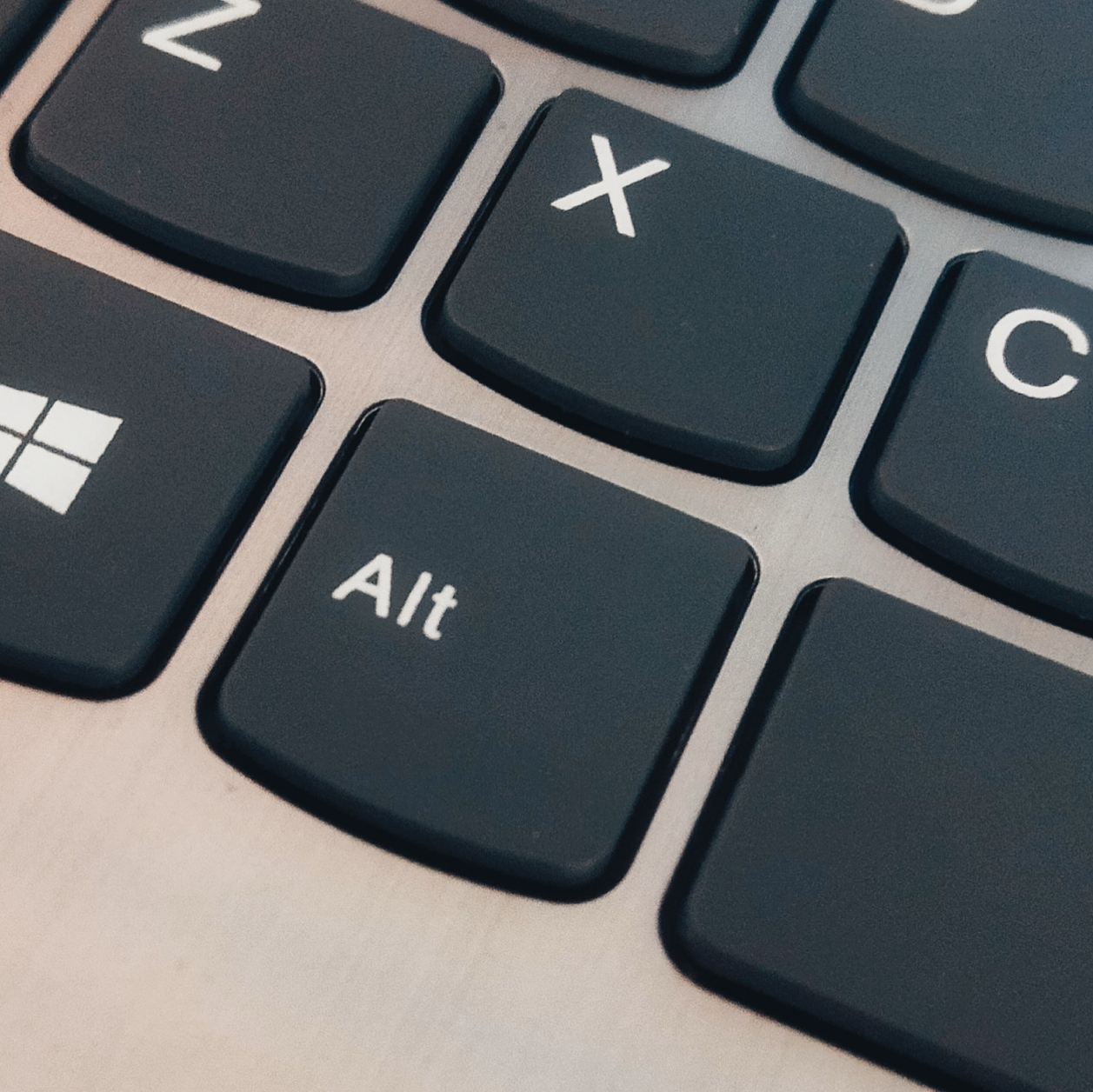
کلید دگرساز در یک صفحه‌کلید ویندوزی

کلید آلت یا کلید دگرساز (به انگلیسی: Alt key) دو کلید اصلاحگر در صفحه کلید است که معمولاً هر دو با کلمه Alt مشخص می‌شوند (در صفحه‌کلیدهای آمریکایی)، یا کلید سمت چپ با کلمهٔ Alt و کلید سمت راست با کلمهٔ AltGr مشخص می‌شود (در صفحه‌کلیدهای اروپایی).
این کلیدها معمولاً در سطر A قرار دارند. در صورتی که صفحه‌کلید و رایانه بتوانند رفتار متفاوتی برای این دو کلید پشتیبانی کنند، کلید Alt سمت راست یا AltGr در این استاندارد به عنوان کلید آلت راست شناخته می‌شود. این کلید برای انتخاب سطح ۳ کاراکترهای صفحه‌کلید به کار می‌رود.

## نگارخانه

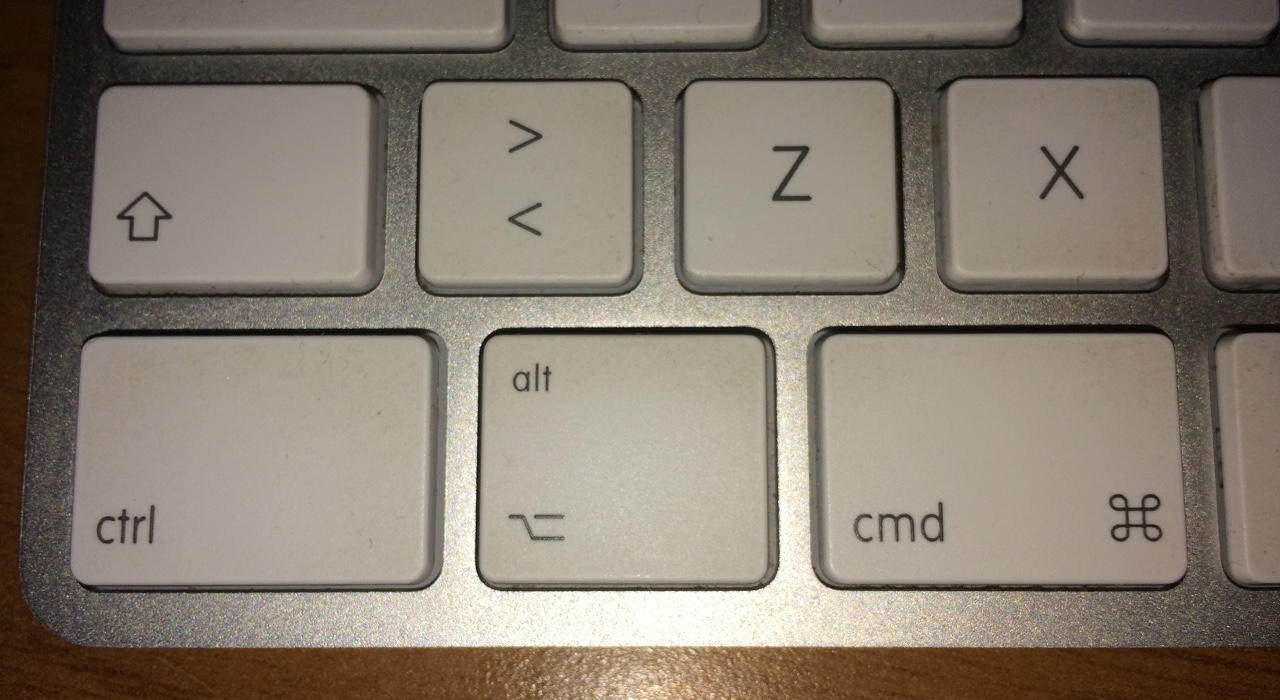
کلید دگرساز در یک صفحه‌کلید اپل
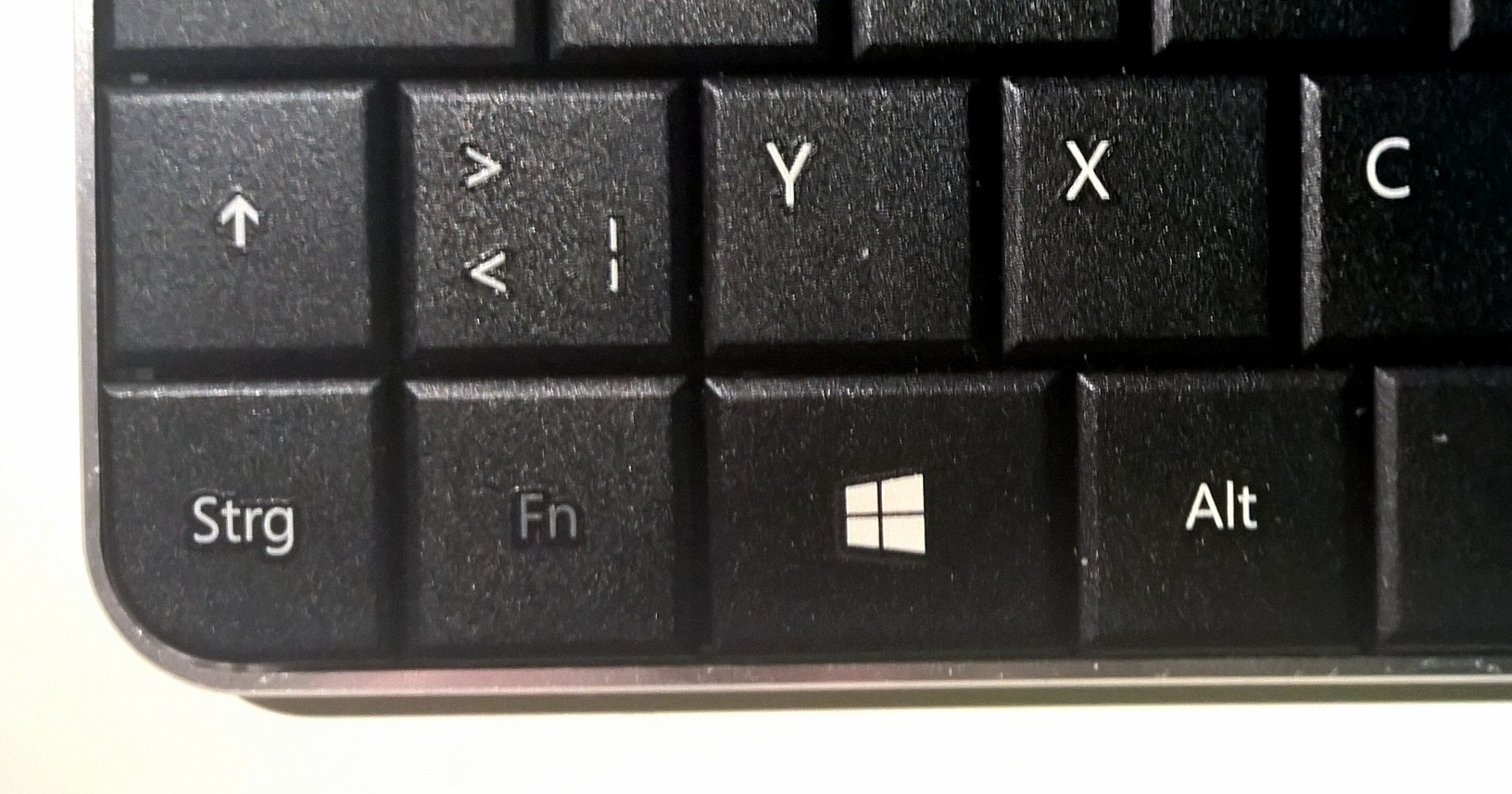
کلید دگرساز در یک صفحه‌کلید ویندوزی
نشان سازمان بین‌المللی استانداردسازی برای دگرساز